# Tecnonímia
La tecnonímia (terme format a partir del mot grec téknon -'fill' o 'filla'-) és el terme emprat per descriure una forma de denominació en què el terme de referència per a una persona incorpora les relacions de parentiu dels seus descendents.
La tecnonimia, o nominació a partir dels fills, constitueix segurament la variant més comuna de la genèrica i hipotèticament més primitiva menció per parentiu (no només 'Pare de' o 'Mare de' sinó també 'oncle de', 'cosí de' o similars) que trobem, sempre pel rebuig a divulgar el nom propi, entre, per exemple, els bantus cafres d'Àfrica equatorial, els Alfurs de les Cèlebes o els aborígens australians de Gippsland.
En aquestes i altres cultures és el nom dels fills el que ve públicament explicitat de tal manera que els mons dels seus pares o altres parents adults queden gelosament ocults. Per exemple entre els ovimbudu (grup ètnic angolès) els casats no s'anomenàvem mai pel nom i un cop nascut el primer fill, es referien mútuament com 'El Pare de Fulano' o 'La Mare de Tal altre'. Entre els russos hi havia la usança que, després del naixement de les criatures, els progenitors s'interpel·lessin mútuament com 'pare' i 'mare'. A Corea la paternitat determina que l'individu passi a ser conegut en l'àmbit familiar com 'Pare de'.
Altres grups que empren aquesta nominació són: els Haida «haides usen noms personals únicament per a la gent soltera; totes les altres persones es citen cridant-los pare, mare, o dona de fulano ». Els amazònics Uitoto «fan servir en la seva conversa els termes que expressen el parentiu en lloc dels noms personals, per por dels poders màgics associats a l'ús d'aquests últims».
La pràctica de la tecnonímia és tan estricta entre algunes tribus de la província d'Assam, a l'Índia, que fins les «parelles sense fills porten el nom de" el pare sense fills "," la mare sense fills "," el pare de ningú "," la mare de ningú "».

## Obres citades
- BALLESTER Xaverio, LA MAGIA DEL NOMBRE PROPIO Y LA MAGIA PROPIA DEL NOMBRE, Liburna 1 (2008) 37–63
- FRAZER Sir James George, La rama dorada. Magia y religión, E. Campuzano & T.I. Campuzano tradd., Fondo de Cultura Económica, México–Madrid 2003 [= 1951].
- MALHERBE Michel, Les langages de l'humanité. Une encyclopédie des 3000 langues parlées dans le monde, Seghers, París 1983.
- MURDOCK George Peter, Nuestros Contemporáneos Primitivos, T. Ortiz trad., Fondo de Cultura Económica, Méjico 1981 [= 1934].
- WEYER JR. Edward, Pueblos Primitivos de Hoy, R. Huguet trad., Editorial Seix Barral, Barcelona 1972.
- ZELENIN Dmitrij K., Tabù linguistici nelle popolazioni dell'Europa orientale e dell'Asia settentrionale. Tabù della vita domestica, Quaderni di Semantica 10 (1989) 123–276.